# Paul Gonzales
Paul Garza Gonzales (Pecos, 18 aprile 1964) è un ex pugile statunitense.

## Palmarès
Olimpiadi
- 1 medaglia:
  - 1 oro (pesi mosca leggeri a Los Angeles 1984).

Giochi panamericani
- 1 medaglia:
  - 1 argento (pesi mosca leggeri a Caracas 1983).